# Philippe af Frankrig, Hertug af Orléans
Filip af Frankrig, Hertug af Orléans (fransk: Philippe de France, duc d'Orléans; født 21. september 1640 i Saint-Germain-en-Laye, død 8. juni 1701 i Saint-Cloud) var en fransk prins.
Han var søn af den franske kongepar, Ludvig den 13. og Anna af Østrig, og yngre og eneste bror til Ludvig den 14. Fra fødslen havde han titlen hertug af Anjou, der almindeligvis var blevet givet til de yngre sønner af de franske konger. Da farbroderen, Gaston, hertug af Orléans, døde i 1660 uden at efterlade sig mandlige arvinger, overtog Filip i 1661 titlen som hertug af Orléans.

## Biografi

### Fødsel og familie
Philippe var den anden søn af kong Ludvig 13. og dronning Anne af Frankrig. Han blev født den 21. september 1640 på slottet i Saint-Germain-en-Laye to år efter sin bror Louis-Dieudonné (den fremtidige Ludvig 14.) og dagen før sin mors 39 års fødselsdag. Som søn af en regerende fransk konge havde han rang af fils de France (søn af Frankrig) fra fødslen og havde ret til prædikat af Kongelig Højhed. Ved sin fødsel var Philippe nummer to i arvefølgen til Frankrigs trone efter sin storebror
Han blev født i nærværelse af sin far Ludvig 13., fyrstinden af Condé og hertuginden af Vendôme, alle fremtrædende medlemmer af Bourbon-dynastiet. Han blev døbt allerede en time efter fødslen og fik navnet Philippe. Ludvig 13. havde ønsket at give ham titlen greve af Artois til ære for en nylig fransk sejr i Arras i grevskabet Artois. Ludvig fulgte dog  sædvanen ved det franske hof og gav ham titlen hertug af Anjou, en titel, der almindeligvis var givet til de yngre sønner af de franske konger siden det 14. århundrede.

### Le petit monsieur
Da Ludvig 13. døde i maj 1643, besteg Philippes storebror Frankrigs trone som kong Ludvig 14. Philippe blev dermed tronfølger fra sin brors tronbestigelse i 1643 til fødslen af brorens første barn, le grand Dauphin, i 1661. Den franske konges ældste lillebror blev tiltalt som Monsieur, men da Philippes farbror Gaston, som også havde været yngre bror til en fransk konge, stadig var i live, blev Philippe omtalt som le petit Monsieur, mens Gaston var kendt som le grand Monsieur. Det var først efter Gastons død i 1660, at Philippe blot blev Monsieur.
Børnenes mor, dronning Anne, tilbagekaldte den afdøde konges testamente for at arrangere en magtdelingsaftale med kardinal Mazarin, der var Ludvig 13.'s ledende minister. Anne havde nu fuld kontrol over sine børn, hvad hun havde stræbt efter siden deres fødsel. Da Philippe var otte, begyndte borgerkrigen kendt som Fronden i Frankrig, der varede til 1653. Under konflikten flygtede kongefamilien i 1651 fra Paris til Saint-Germain-en-Laye for at undgå adelens oprør mod Mazarin. Da freden kom, blev det besluttet at Philippe skulle flytte sin husstand til Palais des Tuileries, hertuginden af Montpensiers tidligere residens over for Palais-Royal. Ved Ludvig 14.'s kroning den 7. juni 1654 fungerede Philippe som dekan og placerede Frankrigs krone på sin brors hoved. Hele sit liv var Philippe kendt som en elsker af etikette, der sikrede at alle ceremonielle detaljer blev overholdt.

### Hertug af Orléans
Da farbroderen, Gaston, hertug af Orléans, døde i 1660 uden at efterlade sig mandlige arvinger, overtog Filip i 1661 titlen som hertug af Orléans. Samme år giftede han sig med sin kusine, Henriette af England, der var yngste datter af Karl 1. af England og Philippes faster, Henriette Marie af Frankrig. Filip var åbenlyst homoseksuel, og ægteskabet blev ikke særlig lykkeligt. De fik seks børn, hvoraf to døtre opnåede voksenalder:
1. Marie Louise, der giftede sig med Karl 2. af Spanien og
2. Anne Marie, der giftede sig med Viktor Amadeus 2. af Savojen, den første konge af Sardinien.

Efter sin første hustrus død giftede Filip sig med Elisabet Charlotta af Pfalz. Med hende fik han sønnen
1. Filip, der efterfulgte faderen som hertug af Orléans, samt datteren
2. Elisabeth Charlotte, der giftede sig med hertug Leopold af Lothringen